# Botrychium daucifolium
Botrychium daucifolium är en låsbräkenväxtart som först beskrevs av Nathaniel Wallich, och fick sitt nu gällande namn av William Jackson Hooker och Grev. Botrychium daucifolium ingår i släktet låsbräknar, och familjen låsbräkenväxter. Inga underarter finns listade i Catalogue of Life.